# Olympische Zwischenspiele 1906/Teilnehmer (Australien)
| Gelbes Symbol für Goldmedaillen mit stilisierten Olympischen Ringen | Graues Symbol für Silbermedaillen mit stilisierten Olympischen Ringen | Braundes Symbol für Bronzemedaillen mit stilisierten Olympischen Ringen |
| ------------------------------------------------------------------- | --------------------------------------------------------------------- | ----------------------------------------------------------------------- |
| —                                                                   | —                                                                     | 3                                                                       |

Australien nahm an den Olympischen Zwischenspielen 1906 in Athen, Griechenland, mit einer Delegation von vier Sportlern (allesamt Männer) teil.

## Medaillengewinner

### Bronze
| Name         | Sportart       | Wettkampf             |
| ------------ | -------------- | --------------------- |
| Nigel Barker | Leichtathletik | 100 Meter & 400 Meter |
| Cecil Healy  | Schwimmen      | 100 Meter Freistil    |

## Teilnehmer nach Sportarten

### Leichtathletik
- Nigel Barker
100 Meter: Bronze 
400 Meter: Bronze

- Gregory Wheatley
800 Meter: Vorläufe
1500 Meter: 4. Platz

- George Blake
1500 Meter: Vorläufe
5 Meilen: 6. Platz
Marathon: 6. Platz

### Schwimmen
- Cecil Healy
100 Meter Freistil: Bronze 
400 Meter Freistil: 6. Platz
1 Meile Freistil: ??